# Marie-Pierre Hamel
Marie-Pierre Hamel (* 24. Februar 1786 in Auneuil; † 25. Juli 1879 in Beauvais) war ein französischer Organologe und Richter. 

## Leben
Hamel wurde 1786 in eine Richterfamilie geboren und strebte zunächst auch selbst eine Juristenkarriere an: 1817 wurde er Richter in Beauvais; im gleichen Jahr heiratete er auch am 19. November Joséphine Rosalie Pain (1797–1872), mit der er acht Kinder haben sollte. 
Bekannt wurde Hamel hauptsächlich durch seine Kenntnisse im Orgelbau. Woher er genau seine Kenntnisse hatte, ist unbekannt, jedoch wurden sie von seinen Zeitgenossen allgemein anerkannt: 1826 leitete er etwa den Bau zur Wiederherstellung der Orgel der Kathedrale von Beauvais (V/P/64; 1940 zerstört). Während der Zweiten Republik wurde er neben François Benoist und Ambroise Thomas in die Commission des Arts et Edifices Religieux des Kultusministeriums aufgenommen. In dieser Funktion schrieb er die Abnahmegutachten für zahlreiche Orgelneubauten, u. a. auch für Cavaillé-Colls Orgel in La Madeleine. 1849 veröffentlichte er ein Nouveau Manuel du facteur d’Orgues in der Nachfolge von François Lamathe Dom Bédos de Celles de Salelles. Sein Klangideal entsprach dem der orgue classique, d. h. der französischen Barockorgel; die Nachahmung des Orchesters durch die Orgel verleugne die Eigenheiten des Instrumentes. Er starb 1879 in Beauvais.

## Werke
- Rapport sur les travaux du grand orgue de l’Église de la Madeleine à Paris. Paris 1846.
- Nouveau Manuel complet du facteur d’orgues Paris 1849
- Les Remparts de St Nicolas u. J. B. Biot physicien in Mémoires de la Société Académique de l'Oise. 1852 und 1862